# François-Rolland Elluin
François-Rolland Elluin, né à Abbeville le 5 mai 1745 et mort à Paris le 3 février 1822, est un graveur français, connu notoirement pour ses illustrations d'ouvrages érotiques.

## Biographie
Fils de marchand, il s'installe à Paris, où il demeure chez son parent le graveur Jacques Firmin Beauvarlet dont il devient l'élève. Il y produit quelques estampes dites « sérieuses » d'après François Boucher, Luca Giordano, Jean-Baptiste Greuze, Charles-François-Adrien Macret, puis, introduit dans les milieux galants, il fait de nombreux portraits d'acteurs et d'actrices. Il s'associe ensuite avec le marchand-libraire Hubert Martin Cazin et le vignettiste Antoine Borel pour se consacrer à la gravure de sujets licencieux.
Elluin réalise ainsi des séries d'illustrations pour La Tentation de Saint Antoine de Michel-Jean Sedaine, l'Histoire de Dom Bougre de Jean-Charles Gervaise de Latouche, L'Arétin français de François-Félix Nogaret, Félicia ou Mes Fredaines d'Andréa de Nerciat, Parapilla de Charles Borde, La Foutro-manie de Gabriel Sénac de Meilhan, L'Académie des dames de Nicolas Chorier, La Fille de joie, ou Mémoires de Miss Fanny de John Cleland, ainsi que pour Cantiques et pots-pourris et Thérèse philosophe.
« On ne peut refuser aux ouvrages illustrés par Borel et Elluin une certaine valeur », écrivent Roger Portalis et Henri Beraldi, tout en estimant que « la touche d'Elluin est lourde, sans entrain ». Ces deux historiens de l'art jugent par ailleurs ses portraits « sans grande habileté ni valeur artistique » et concluent : « Elluin, en somme, sauf dans quelques-unes de ses vignettes érotiques auxquelles il s'est particulièrement appliqué, comme à un ouvrage qui lui plaisait, n'a été qu'un graveur fort ordinaire. »

## Deux portraits

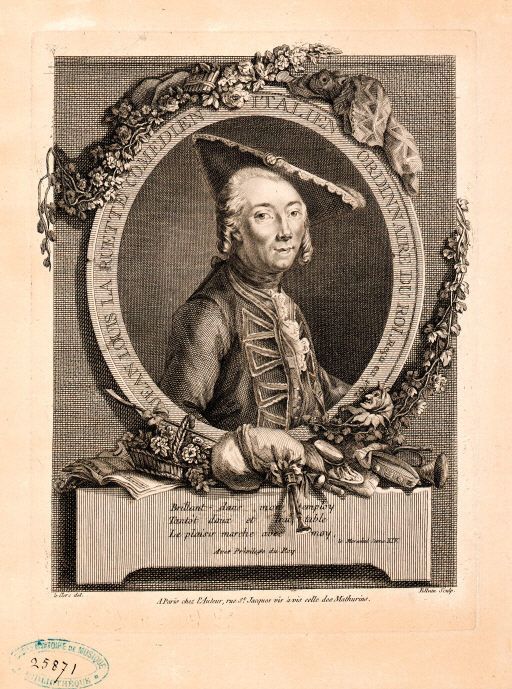
Jean-Louis La Ruette comédien italien ordinaire du Roi d'après Sébastien Leclerc.
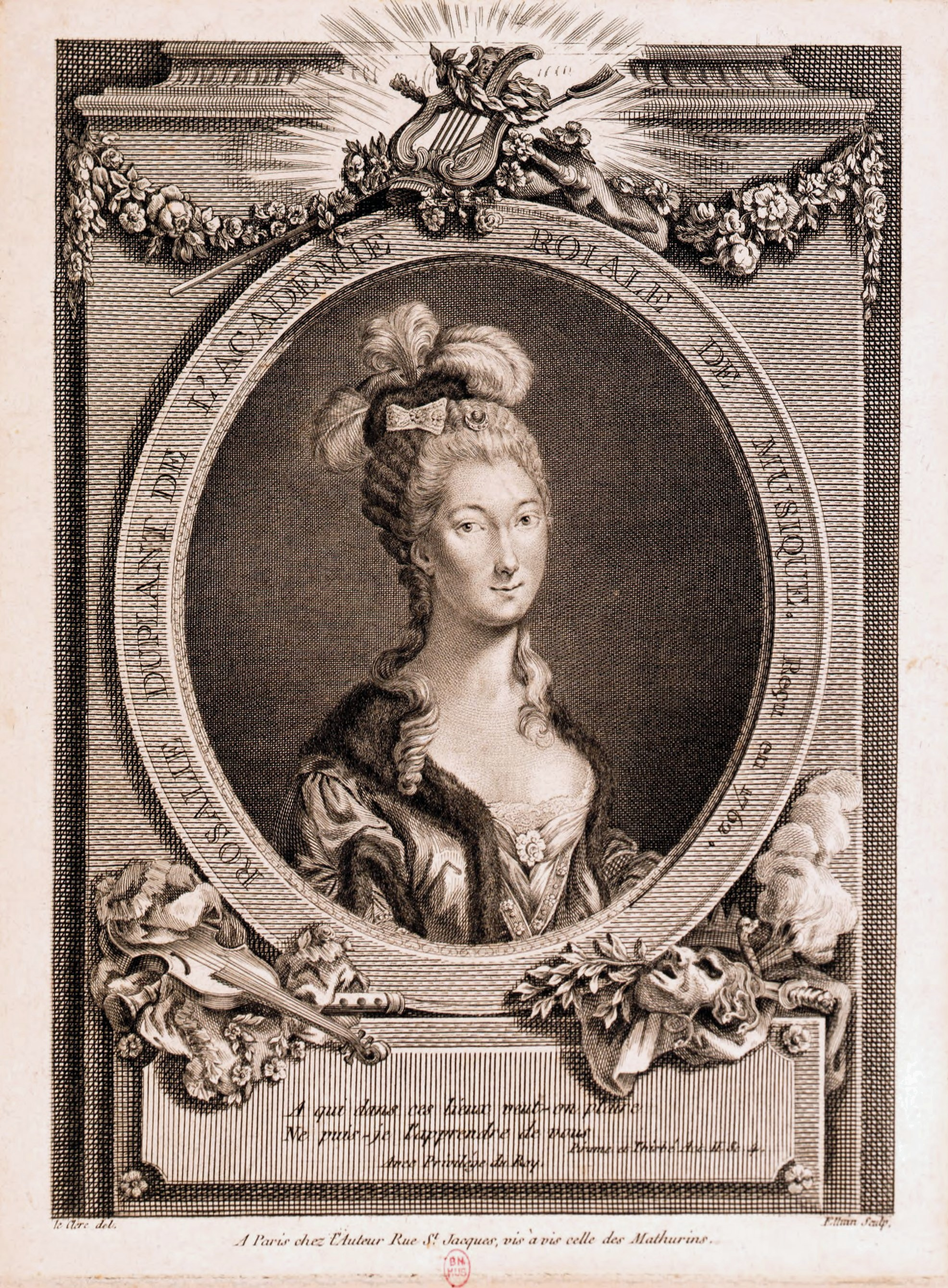
Rosalie Duplant chanteuse d'opéra d'après Sébastien Leclerc.

## Trois illustrations d'ouvrages érotiques

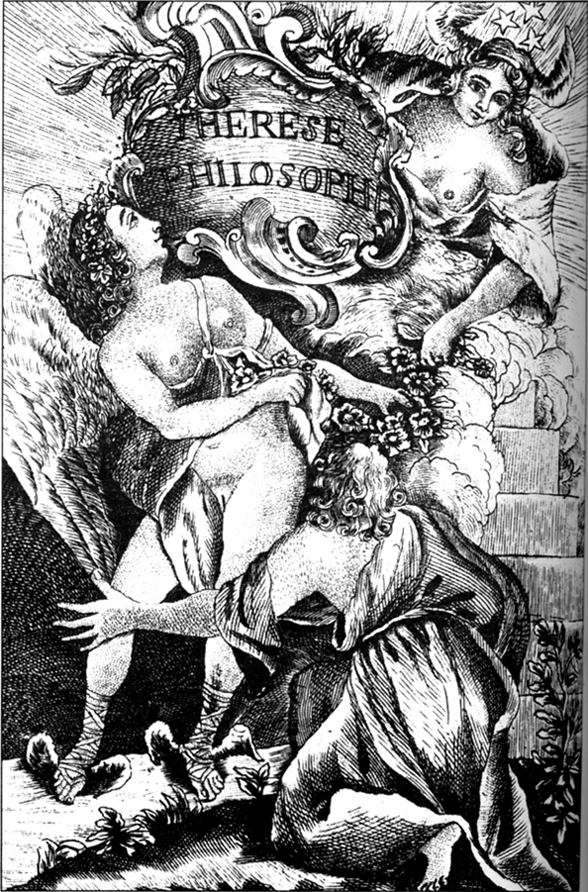
Thérèse philosophe diversement attribué à Denis Diderot, Jean-Baptiste Boyer d'Argens, Xavier d'Arles de Montigny, Théodore-Henri de Tschudi.
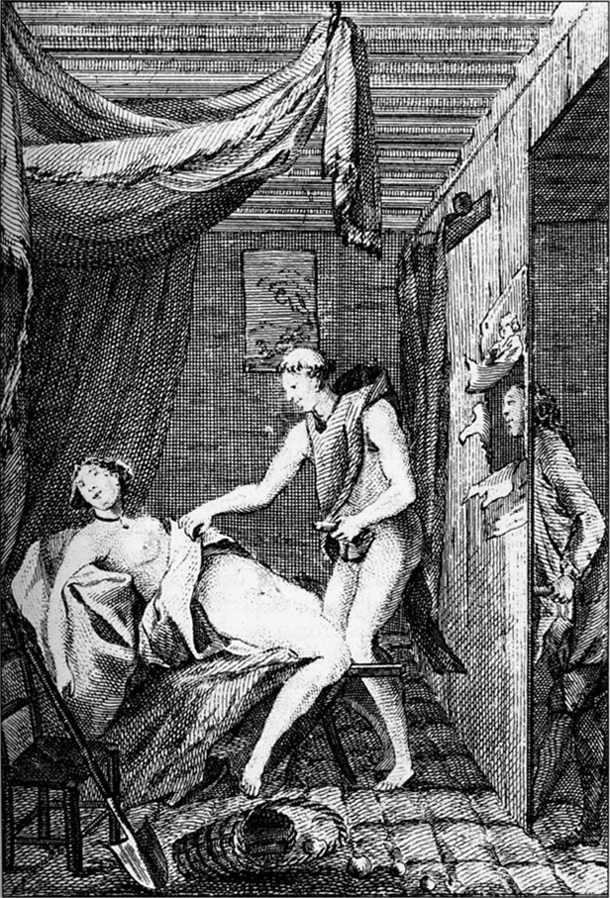
Histoire de Dom Bougre de Jean-Charles Gervaise de Latouche.
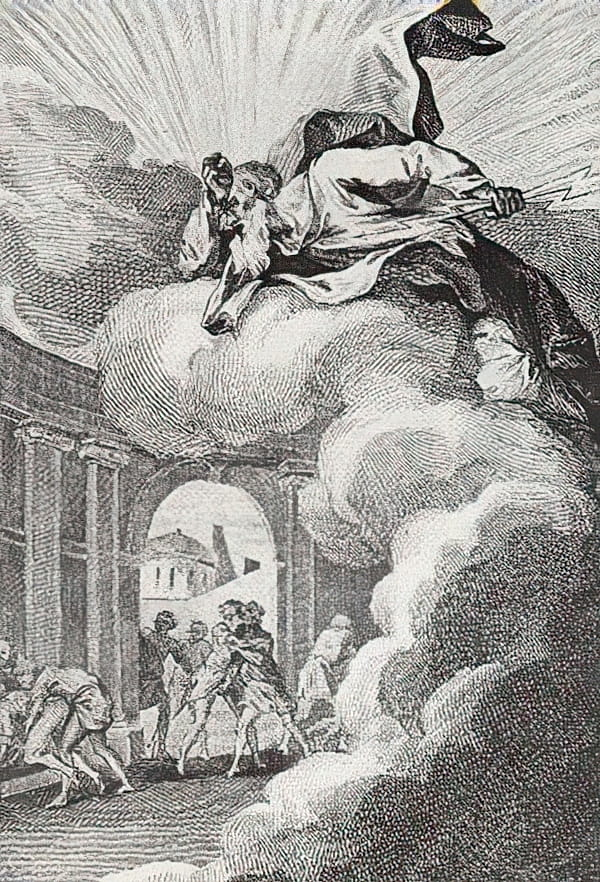
Sodomites provoquant la colère divine dans Le Pot-Pourri de Loth par l'auteur anonyme de Cantiques et pots-pourris.

## Iconographie
- Antoine Borel (préf. Alain Clerval, ill. Elluin), Cent vignettes érotiques pour illustrer sept romans libertins du dix-huitième siècle, Nyons, R. Borderie, 1978